# Lactobacillus pontis
Lactobacillus pontis è una specie di batterio appartenente alla famiglia delle Lactobacillaceae.